# 두연년
두연년(杜延年, ? ~ 기원전 52년)은 전한 후기의 관료로, 자는 유공(幼公)이며 남양군 두연현(杜衍縣) 사람이다. 혹리(酷吏)로 유명한 어사대부 두주의 아들로, 두연년 또한 아버지처럼 법률에 밝았다. 두 형은 아버지처럼 혹독한 통치를 하였지만, 두연년만은 온화한 통치를 하였다.

## 생애
대장군 곽광 등이 소제를 옹립하였을 때, 두연년은 곽광의 군사공(軍司空)이었다. 시원 4년(기원전 83년), 익주의 오랑캐들이 반란을 일으켰을 때 두연년은 교위(校尉)가 되어 남양 출신의 병사들을 이끌고 진압하였고, 귀환하여 간대부(諫大夫)가 되었다.
좌장군 상관걸·어사대부 상홍양이 연날왕을 제위에 앉히려는 것을 알게 된 연창이 이를 대사농 양창에게 밀고하였는데, 겁이 난 양창은 병을 핑계대며 두연년에게 이 사실을 알렸다. 두연년은 곽광에게 보고하였고, 모반은 진압되었다. 두연년은 이 공적으로 건평후(建平侯)에 봉해졌다. 곧 태복·우조급사중(右曹給事中)이 되었고, 곽광이 혹독한 형벌을 시행하려 할 때 두연년은 이를 말렸다.
두연년은 무제의 빈번하였던 원정을 거울 삼아 검소한 정치를 하여야 한다고 곽광에게 진언하였다. 천하의 어진 이를 발탁하고, 술·소금·철의 전매를 논의하던 일은 모두 두연년의 제창으로 이루어진 것이었다.
소제의 병세가 위독해져 천하의 명의들이 소집되었을 때, 두연년은 처방과 약품을 관리하였다. 이후 소제의 뜻으로 창읍왕이 뒤를 이었으나 폐위되었는데, 두연년은 곽광과 장안세에게 유병이를 추천하여 그로 하여금 황제가 되게 하였다(선제). 선제는 즉위한 후 자신을 옹립한 대신들에게 포상을 내렸다. 두연년은 식읍을 더 받았고, 예전에 문제를 옹립하는 데에 힘쓴 주허후 유장에 공적이 비견되었다. 선제 치세에도 두연년은 태복과 급사중을 지냈고, 받은 상과 선물이 매우 많았다.
곽광 사후, 그의 아들 곽우가 반란을 계획하다가 발각되어 주살되었다. 선제는 두연년이 곽광의 측근이었기 때문에 그를 숙청하려 하였고, 마침 승상 위상이 두연년의 비리를 일러바쳤다. 문초해 보니 말 여러 마리가 죽은 것·관아의 노비들의 옷과 음식이 부족했던 것 정도밖에 없었으나, 두연년은 파면되고 식읍이 깎였다.
몇 달 후 북지태수에 임명되었으나, 두연년은 본래 구경의 반열에 들었던 자인만큼 변방의 일에 익숙지 않아 잘 다스리지 못하였다. 선제가 직접 글을 보내 질책하니, 두연년은 뛰어난 부하를 선발하고 호족들을 체포하여 군을 잘 다스렸다. 선제는 두연년의 공적을 치하하여 서하태수로 전임시켰다. 두연년은 서하 또한 잘 다스렸다.
오봉 3년(기원전 55년), 두연년은 황패의 뒤를 이어 어사대부가 되었다. 아버지 두주가 일했던 곳이었기 때문에, 두연년은 감히 두주가 생전에 앉았던 자리에 앉지 않고 다른 자리에 앉았다.
감로 2년(기원전 52년), 두연년은 연로함을 이유로 은퇴를 청원하였다. 선제는 일단 허락하지 않았으나, 두연년이 재차 청원하니 수레와 말을 내려주고 관직을 거두었다.
두연년은 몇 달 후 죽었다. 시호를 경(敬)이라 하였고, 작위는 아들 두완이 이었다.
두주는 무제 때 무릉(茂陵)으로 이주하였는데, 두연년은 두릉(杜陵)으로 이주하였다.

## 출전
- 반고, 《한서》
  - 권17 경무소선원성공신표
  - 권19하 백관공경표 下
  - 권60 두주전

| 전임 상관걸 | 전한의 태복 기원전 80년 ~ 기원전 65년 | 후임 장연수 |

| 전임 황패 | 전한의 어사대부 기원전 55년 ~ 기원전 52년 | 후임 우정국 |

| 선대 (51년 전) 정회 | 전한의 건평후 기원전 80년 ~ 기원전 52년 | 후대 아들 건평효후 두완 |